# Italo Alfaro
Italo Alfaro (Firenze, 1928 – Losanna, 1979) è stato un regista e sceneggiatore italiano.

## Biografia
Inizia come attore teatrale e radiofonico. Poi passa alla regia televisiva, anche per la TV dei ragazzi (I legionari dello spazio, I ragazzi di padre Tobia). Morì per infarto all'età di 51 anni mentre stava preparando una serie di trasmissioni per la televisione svizzera.

## Filmografia

### Regista
- Canterbury proibito (1972)
- Decameron nº 3 - Le più belle donne del Boccaccio (1972)
- Guardami nuda (1972)
- Sentivano... uno strano, eccitante, pericoloso puzzo di dollari (1973)

### Sceneggiatore
- Canterbury proibito, regia di Italo Alfaro (1972)
- Guardami nuda, regia di Italo Alfaro (1972)
- 4 minuti per 4 miliardi, regia di Gianni Siragusa (1976)

### Attore
- La notte dell'innominato, regia di Luigi Latini De Marchi (1962)

## Televisione

### Regista
- Qui comincia la sventura, di Sto, trasmessa 16 maggio 1962 (anche attore)
- Vacanze di Natale, di Vladimiro Cajoli, 30 dicembre 1963.
- La figlia dell’oca bianca, di Edoardo Anton, 25 marzo 1964.
- Il sosia, di Pedro Salinas, 30 ottobre 1964.
- Il passo più lungo, di Gino De Sanctis, 20 novembre 1964.
- Lettera di una madre, di Vladimiro Cajoli, 23 dicembre 1964.
- Sulla via maestra, di Anton Čechov, 10 febbraio 1965.
- Il vero Giacobbe, di Franz Arnold e Ernst Bach, 9 luglio 1965.
- La statua incantata, da Giambattista Basile, 9 settembre 1965.
- Due coppie, di Nicola Manzari, 3 dicembre 1965.
- I legionari dello spazio, di Vittorio Metz, miniserie TV, dal 6 febbraio al 6 marzo 1966.
- Una Cenerentola alla moda, di Rodolfo Eger, 31 luglio 1966.
- Il pensiero, di Leonid Andreev, 11 novembre 1966.
- Il caso Blaireau, dal romanzo di Alphonse Allais, 26 febbraio 1967.
- Musica per delitto, originale televisivo di Giuseppe Aldo Rossi, 12 aprile 1967.
- Miracolo, di Nicola Manzari, 17 dicembre 1967.
- I ragazzi di padre Tobia, serie TV, 14 puntate, 1968-1973
- Un pony per Ricky, di Vladimir Lundgren, 16 maggio 1968.
- Primo premio, di Philip Levene, 18 febbraio 1970.
- L'assistito, di Matilde Serao, 27 agosto 1970.
- Un artista, dal racconto di Dario Castagnoli, 3 settembre 1970.
- La voce del cappone, dal racconto di Giuseppe Marotta, 10 settembre 1970.
- Un paio di occhiali, dal racconto di Anna Maria Ortese, 20 gennaio 1972.
- La coscienza a posto, di Giovannino Guareschi, 27 gennaio 1972.
- La virtù di Checchina, dal romanzo di Matilde Serao, 22 febbraio 1973.

## Radio

### Attore
- Ginevra degli Almieri, testo e regia di Giovacchino Forzano, 18 maggio 1953.
- Riccardo III, di William Shakespeare, regia di Pietro Masserano Taricco, dicembre 1953
- Jeppe della montagna, di Ludvig Holberg, regia di Pietro Masserano Taricco, 28 novembre 1954.
- La storia di Billy Budd, di Herman Melville, regia di Marco Visconti, 15 dicembre 1954.
- Bellinda e il mostro, di Bruno Cicognani, regia di Umberto Benedetto, 1º febbraio 1955.
- Il potere e la gloria, dal romanzo di Graham Greene, regia di Luigi Squarzina, 3 dicembre 1957.

### Regista
- Al paradiso delle signore, di Émile Zola, 7 puntate, dal 2 al 16 aprile 1959.
- Colorado, di Alberto Croce, 29 aprile 1959.
- Dubrovskij, di Aleksandr Puškin, 4 puntate, dal 20 al 27 giugno 1959.
- La barca della fortuna, di Giuseppe Fanciulli, 4 puntate, dal 3 al 15 luglio 1959.
- Il giudice, di Robert Louis Stevenson, 3 puntate, dal 27 ottobre al 3 novembre 1959.
- Il sole di Occhiverdi, di Giuseppe Fanciulli, 26 maggio 1960.
- L'agente di Vaduz, di Andrzej Szypulski, 16 luglio 1969.